# Smerinthini
Smerinthini es una tribu de lepidópteros ditrisios perteneciente a la familia Sphingidae.

## Géneros
- Acanthosphinx - Aurivillius, 1891
- Afroclanis - Carcasson, 1968
- Afrosataspes - Basquin & Cadiou, 1986
- Afrosphinx - Carcasson, 1968
- Agnosia - Rothschild & Jordan, 1903
- Amorpha - Hübner, 1809
- Anambulyx - Rothschild & Jordan, 1903
- Andriasa - Walker, 1856
- Avinoffia - Clark, 1929
- Cadiouclanis - Eitschberger, 2007
- Callambulyx - Rothschild & Jordan, 1903
- Ceridia - Rothschild & Jordan, 1903
- Chloroclanis - Carcasson, 1968
- Clanidopsis - Rothschild & Jordan, 1903
- Clanis - Hübner, 1819
- Coequosa - Walker, 1856
- Craspedortha - Mell, 1922
- Cypa - Walker, 1865
- Cypoides - Matsumura, 1921
- Daphnusa - Walker, 1856
- Dargeclanis - Eitschberger, 2007
- Degmaptera - Hampson, 1896
- Falcatula - Carcasson, 1968
- Grillotius - Rougeot, 1973
- Gynoeryx - Carcasson, 1968
- Imber - Moulds, Tuttle & Lane, 2010
- Langia - Moore, 1872
- Laothoe - Fabricius, 1807
- Larunda - Kernbach, 1954
- Leptoclanis - Rothschild & Jordan, 1903
- Leucophlebia - Westwood, 1847
- Likoma - Rothschild & Jordan, 1903
- Lophostethus - Butler, 1876
- Lycosphingia - Rothschild & Jordan, 1903
- Malgassoclanis - Carcasson, 1968
- Marumba - Moore, 1882
- Microclanis - Carcasson, 1968
- Mimas - Hübner, 1819
- Morwennius - Cassidy, Allen & Harman, 2002
- Neoclanis - Carcasson, 1968
- Neopolyptychus - Carcasson, 1968
- Opistoclanis - Jordan, 1929
- Oplerclanis - Eitschberger, 2007
- Pachysphinx - Rothschild & Jordan, 1903
- Paonias - Hübner, 1819
- Parum - Rothschild & Jordan, 1903
- Phyllosphingia - Swinhoe, 1897
- Phylloxiphia - Rothschild & Jordan, 1903
- Pierreclanis - Eitschberger, 2007
- Platysphinx - Rothschild & Jordan, 1903
- Poliodes - Rothschild & Jordan, 1903
- Polyptychoides - Carcasson, 1968
- Polyptychopsis - Carcasson, 1968
- Polyptychus - Hübner, 1819
- Pseudandriasa - Carcasson, 1968
- Pseudoclanis - Rothschild, 1894
- Pseudopolyptychus - Carcasson, 1968
- Rhadinopasa - Karsch, 1891
- Rhodambulyx - Mell, 1939
- Rhodoprasina - Rothschild & Jordan, 1903
- Rufoclanis - Carcasson, 1968
- Sataspes - Moore, 1858
- Smerinthulus - Huwe, 1895
- Smerinthus - Latreille, 1802
- Viriclanis - Aarvik, 1999
- Xenosphingia - Jordan, 1920

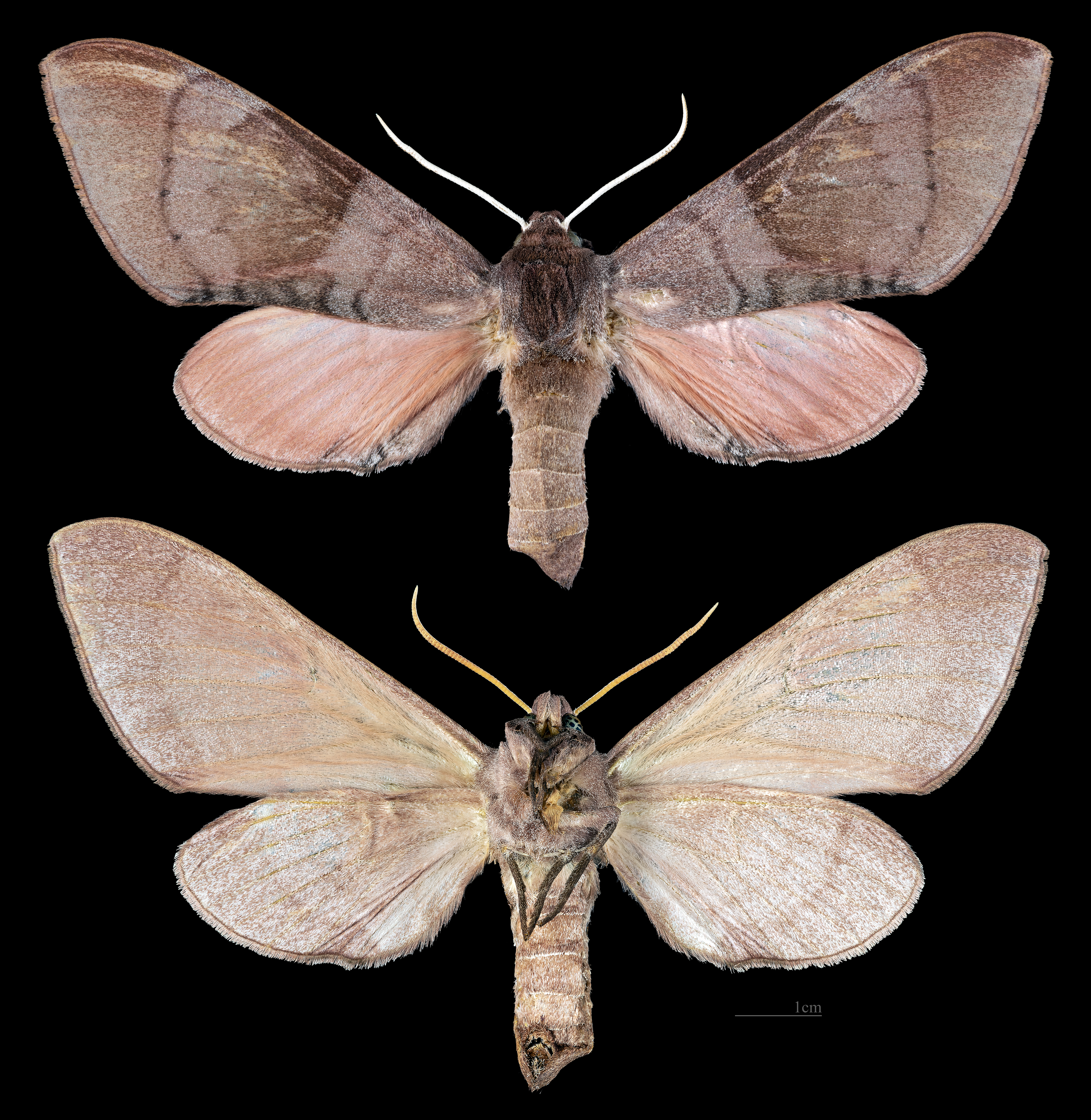
Agnosia
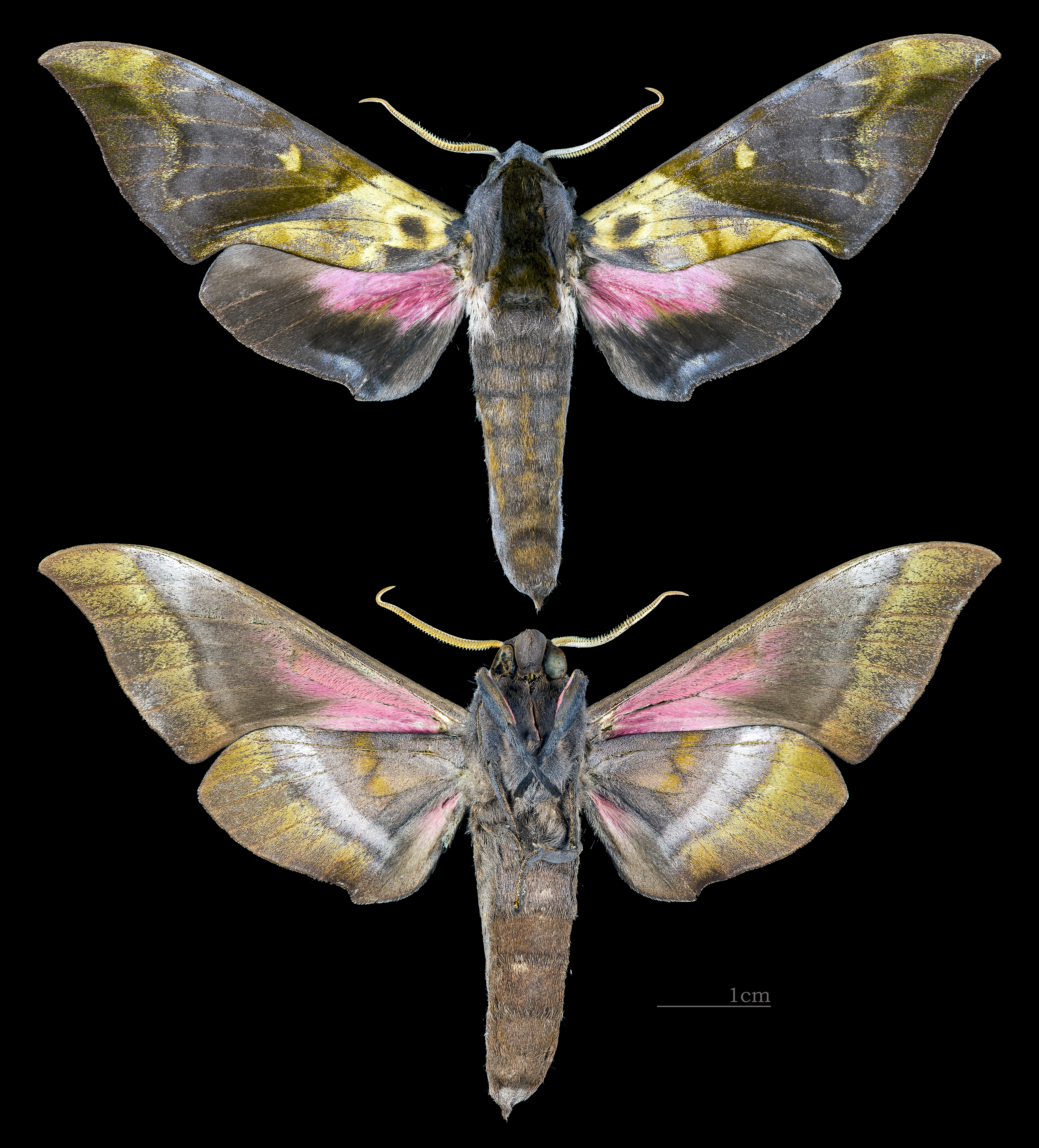
Anambulyx
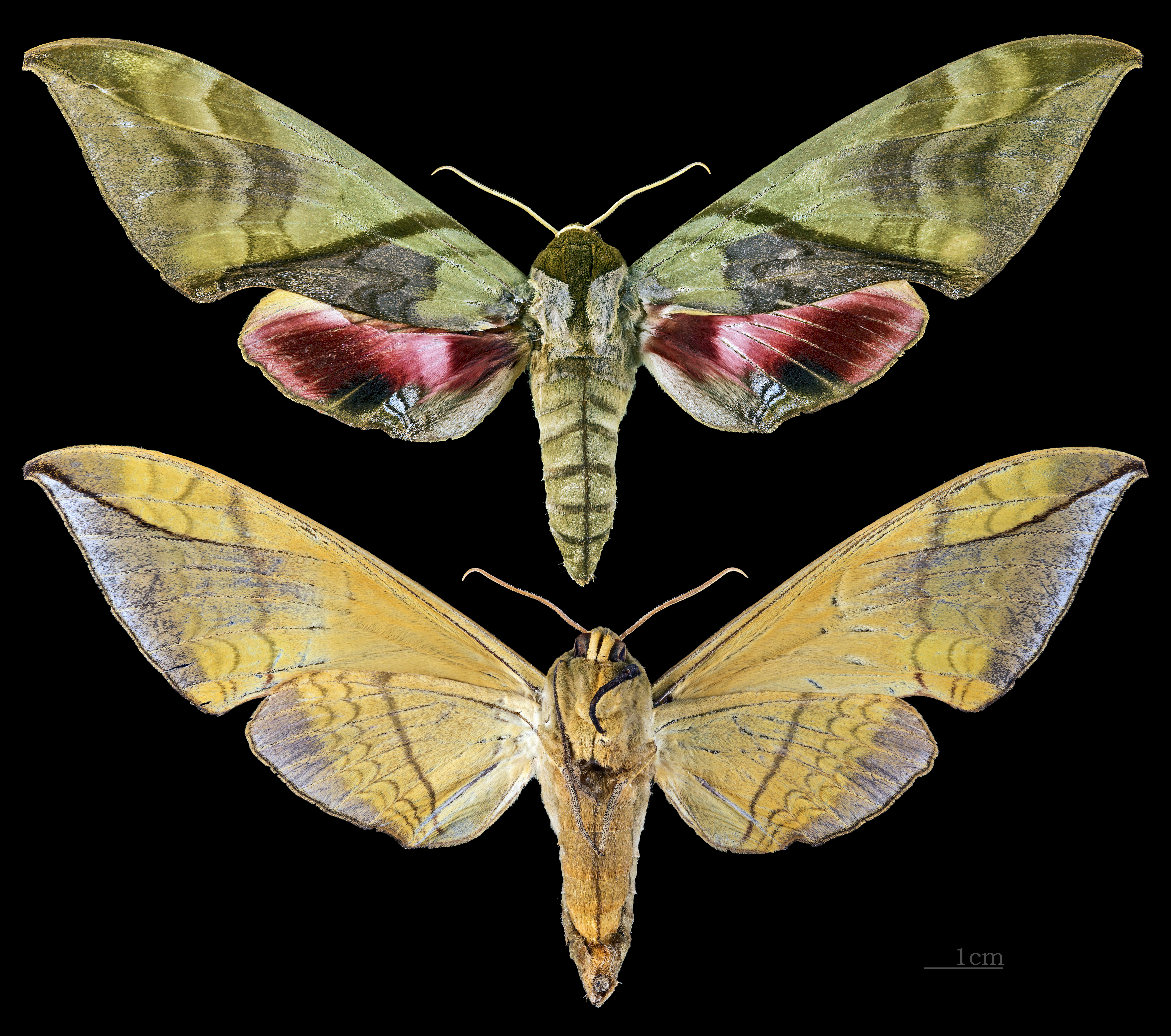
Callambulyx
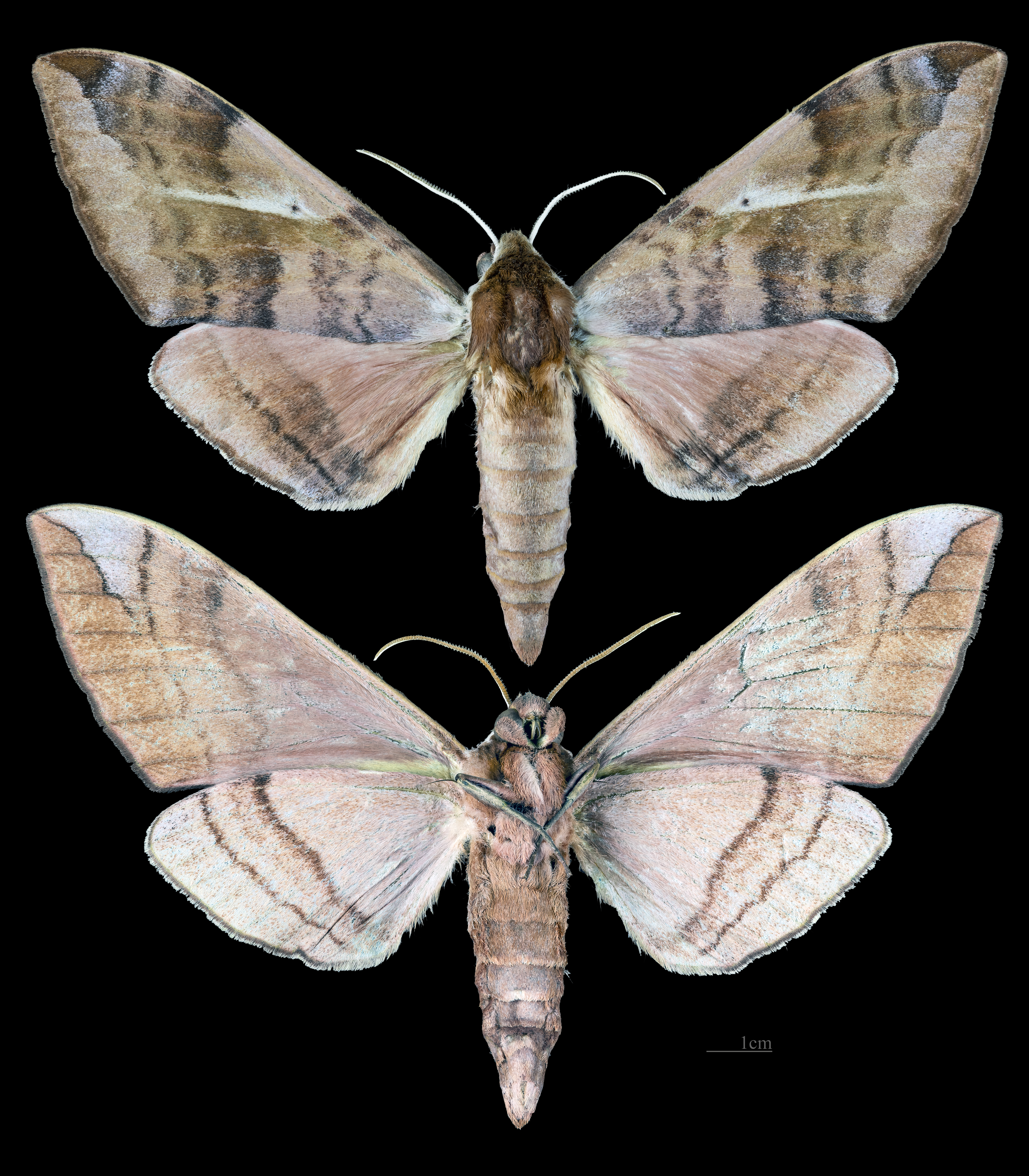
Clanidopsis
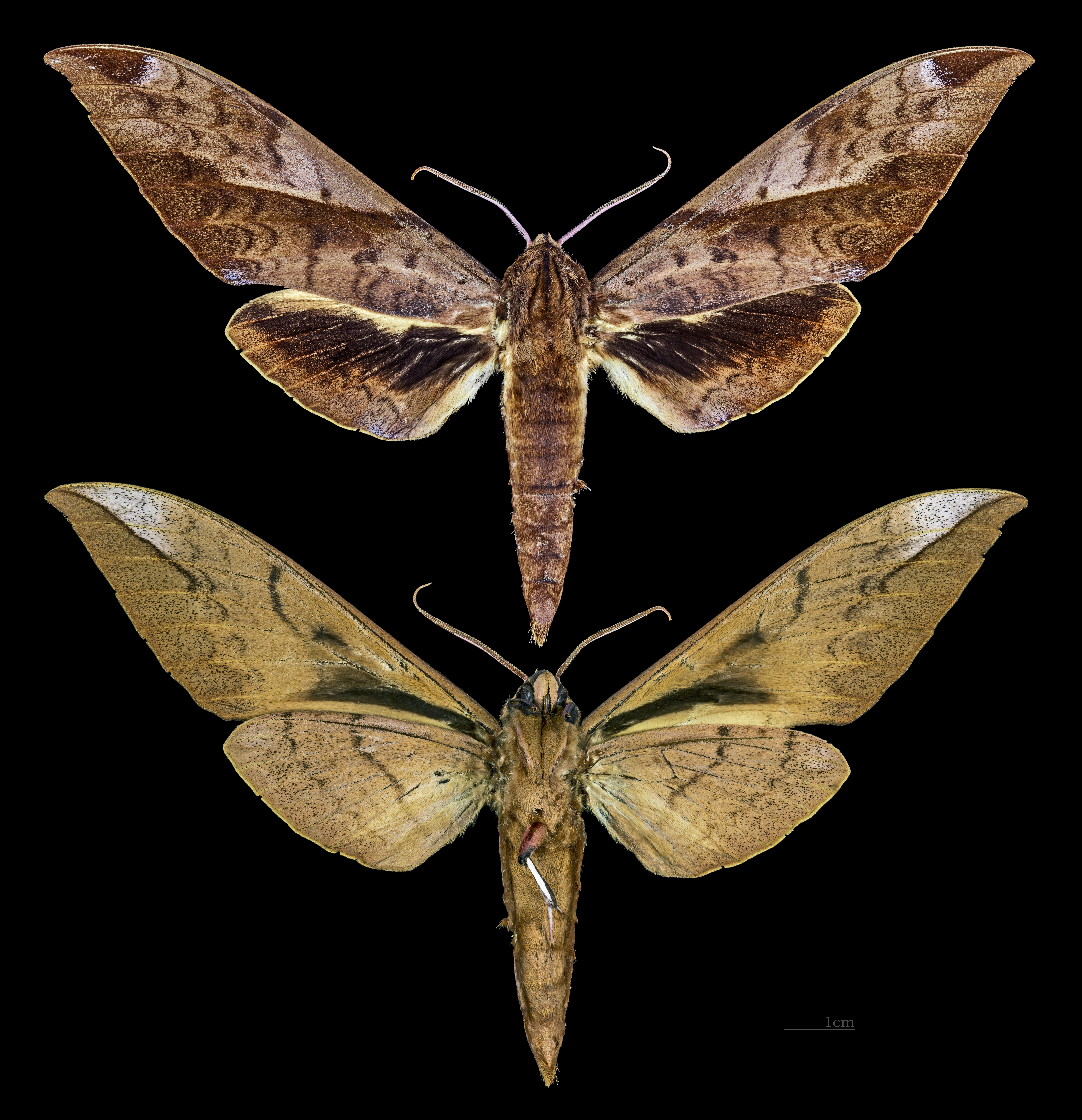
Clanis
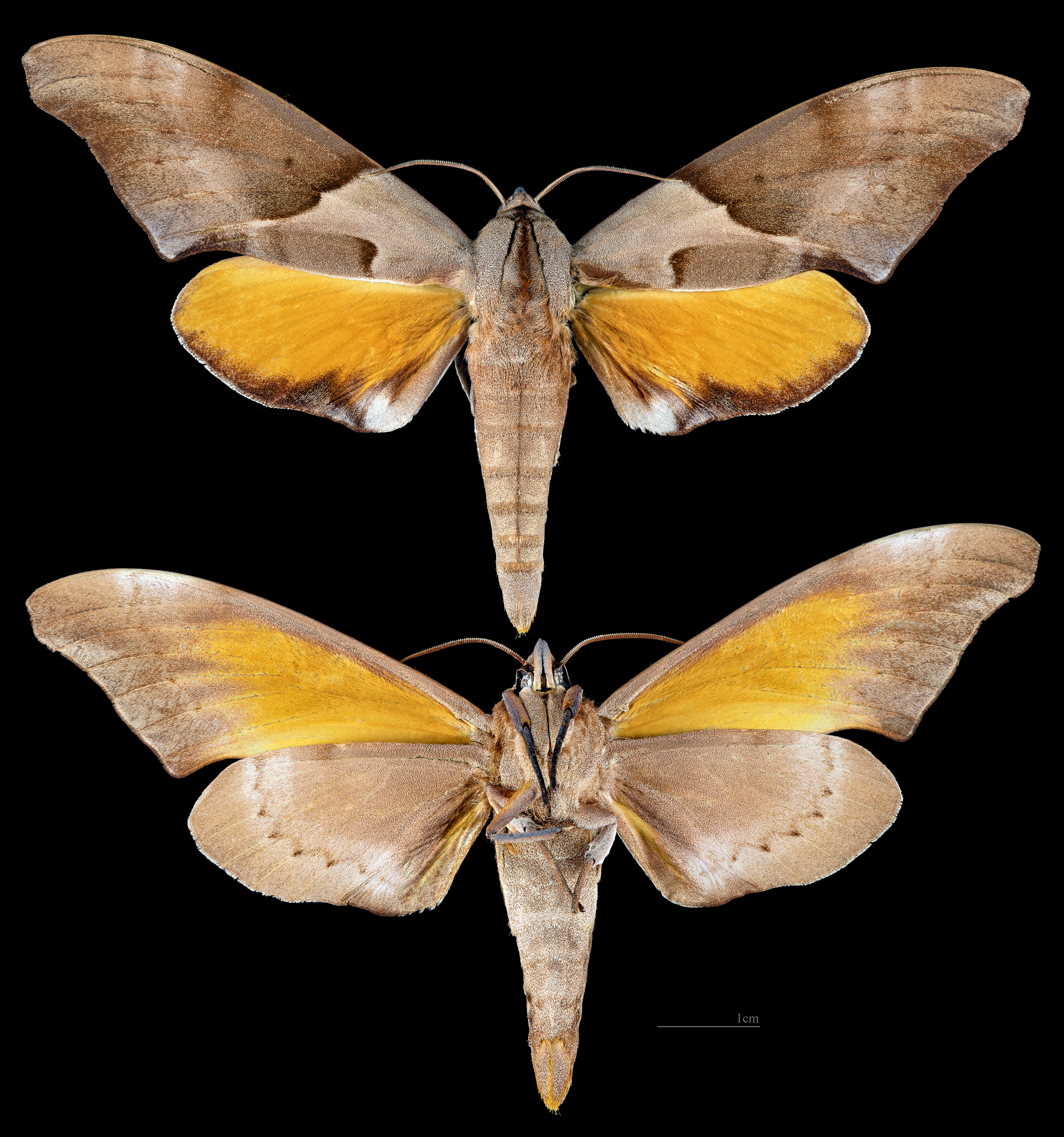
Coequosa
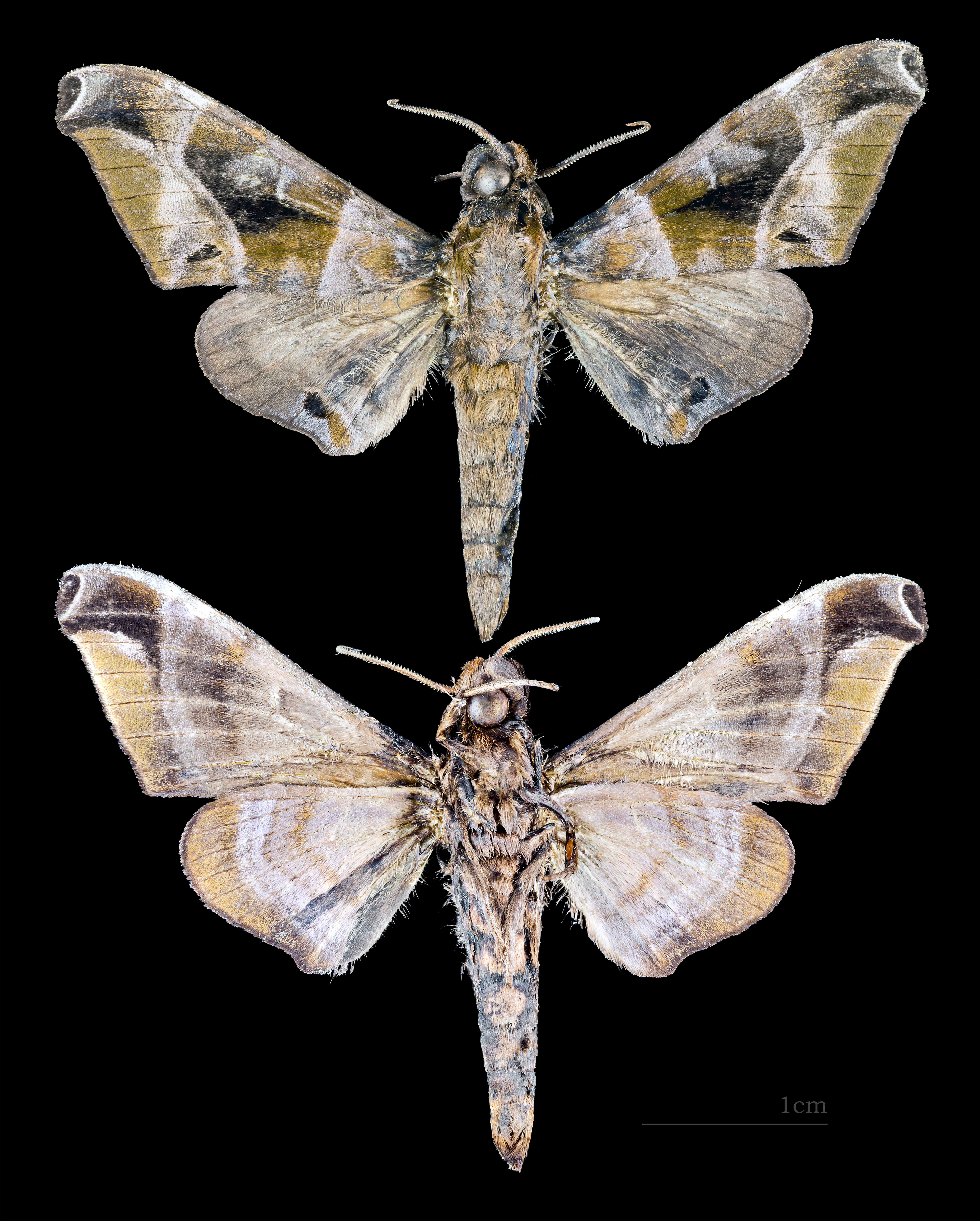
Craspedortha
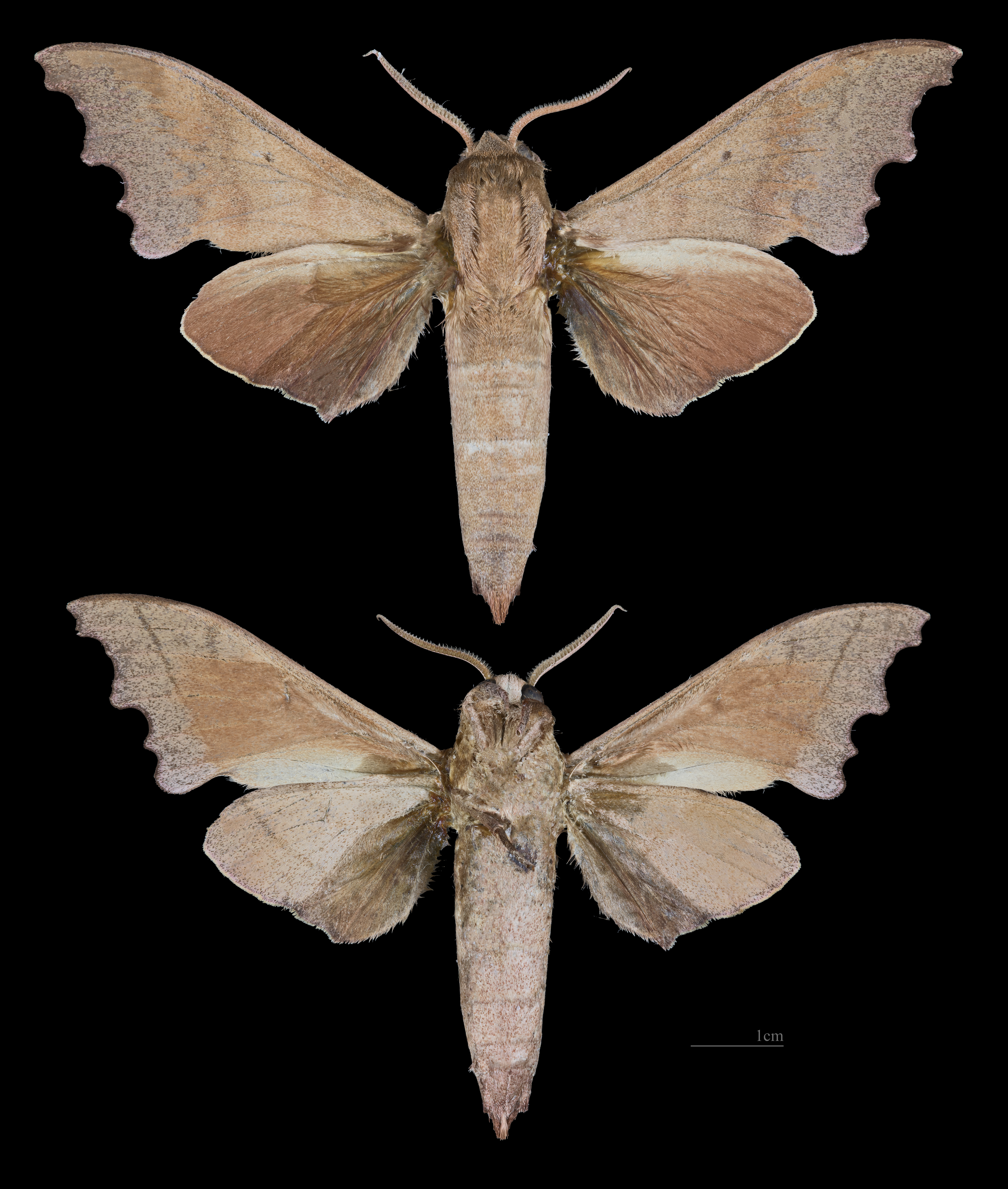
Cypa
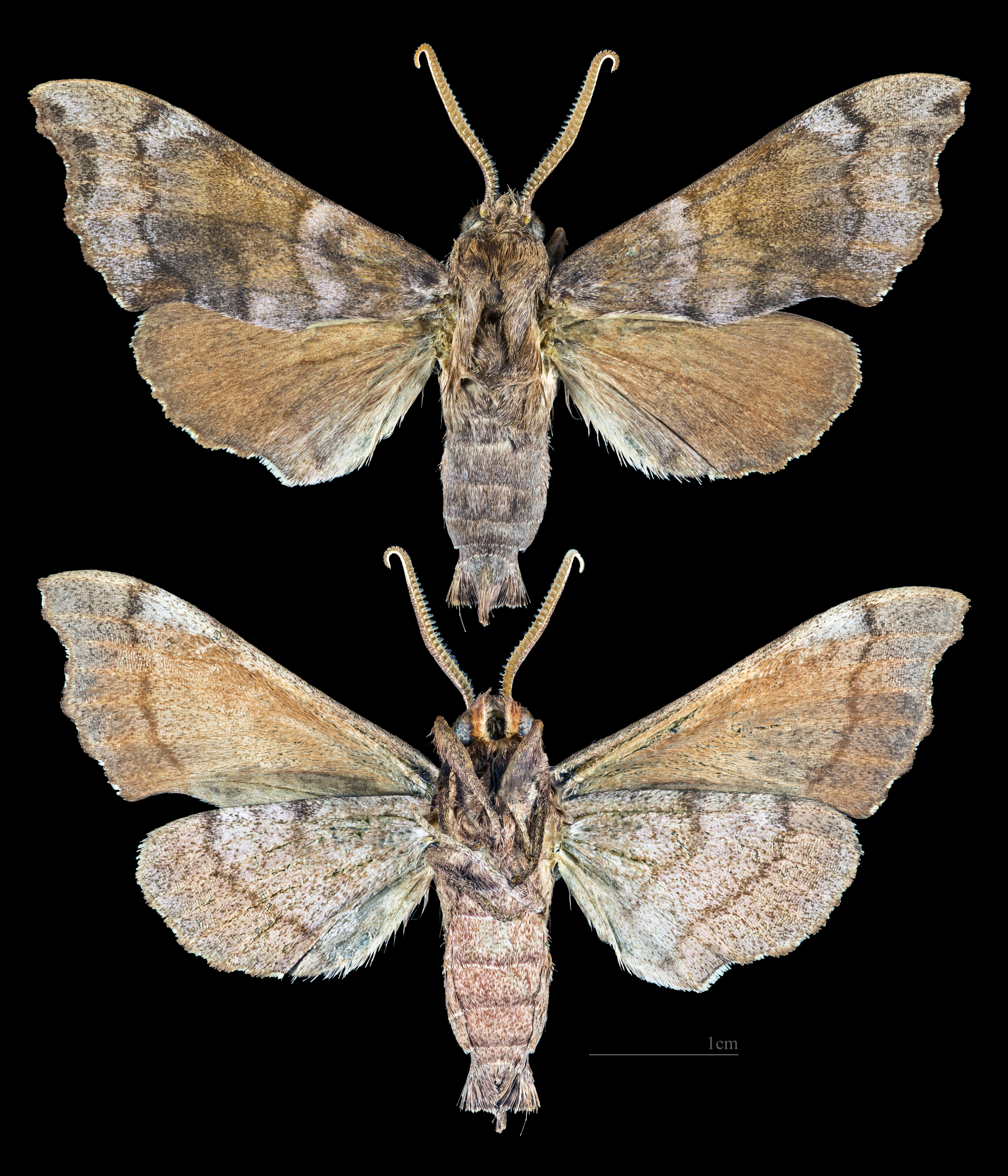
Cypoides
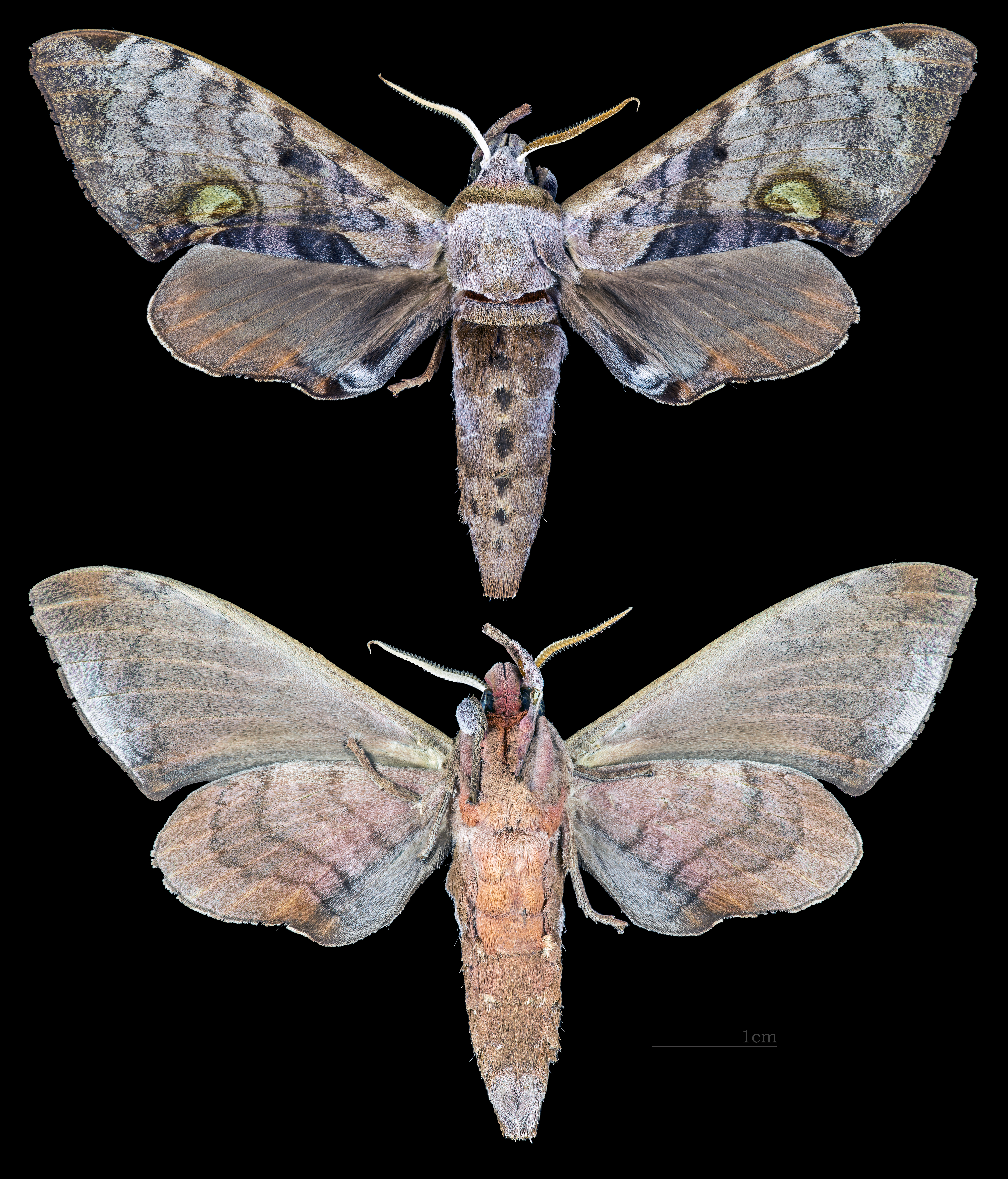
Daphnusa
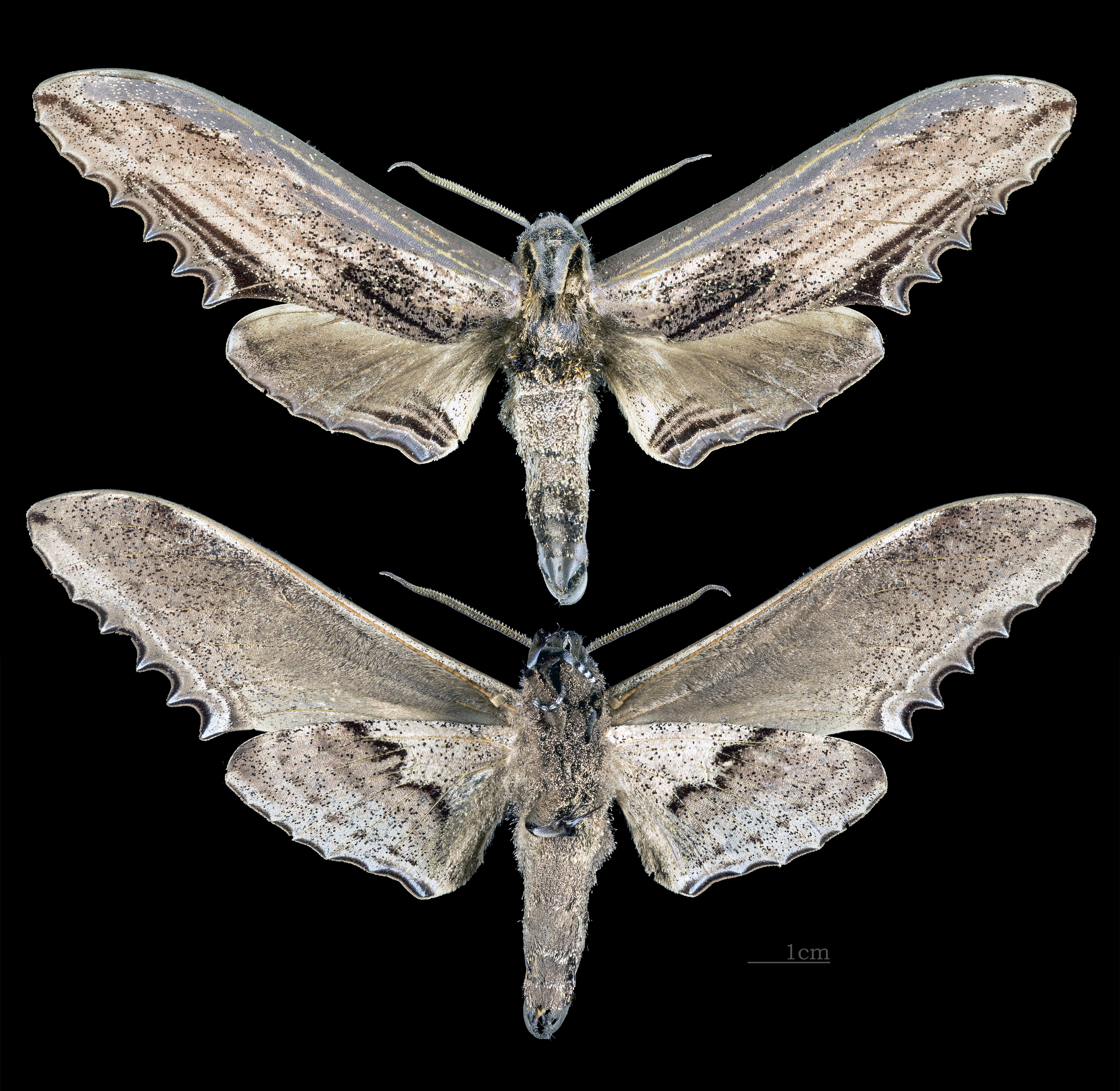
Langia
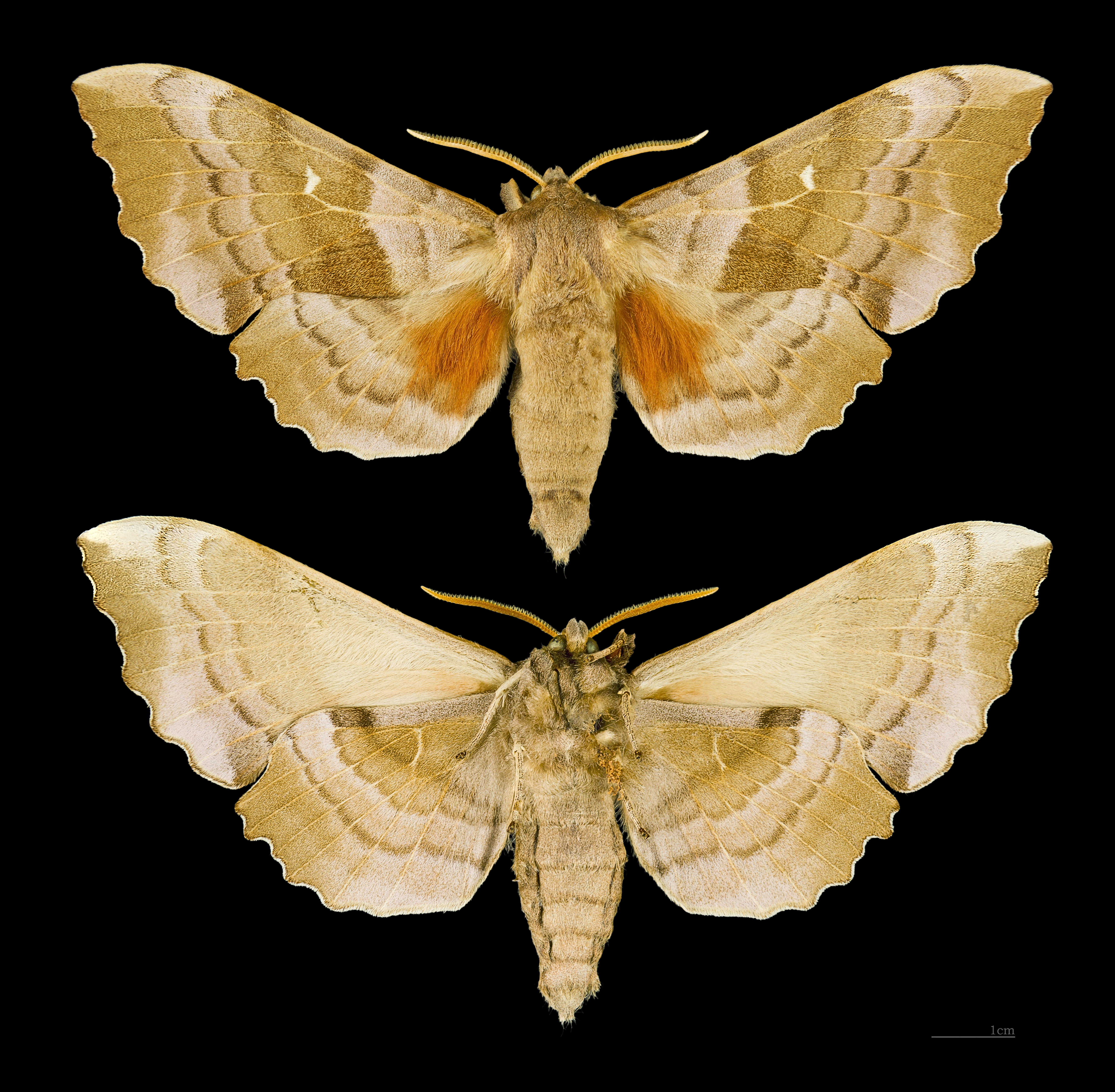
Laothoe
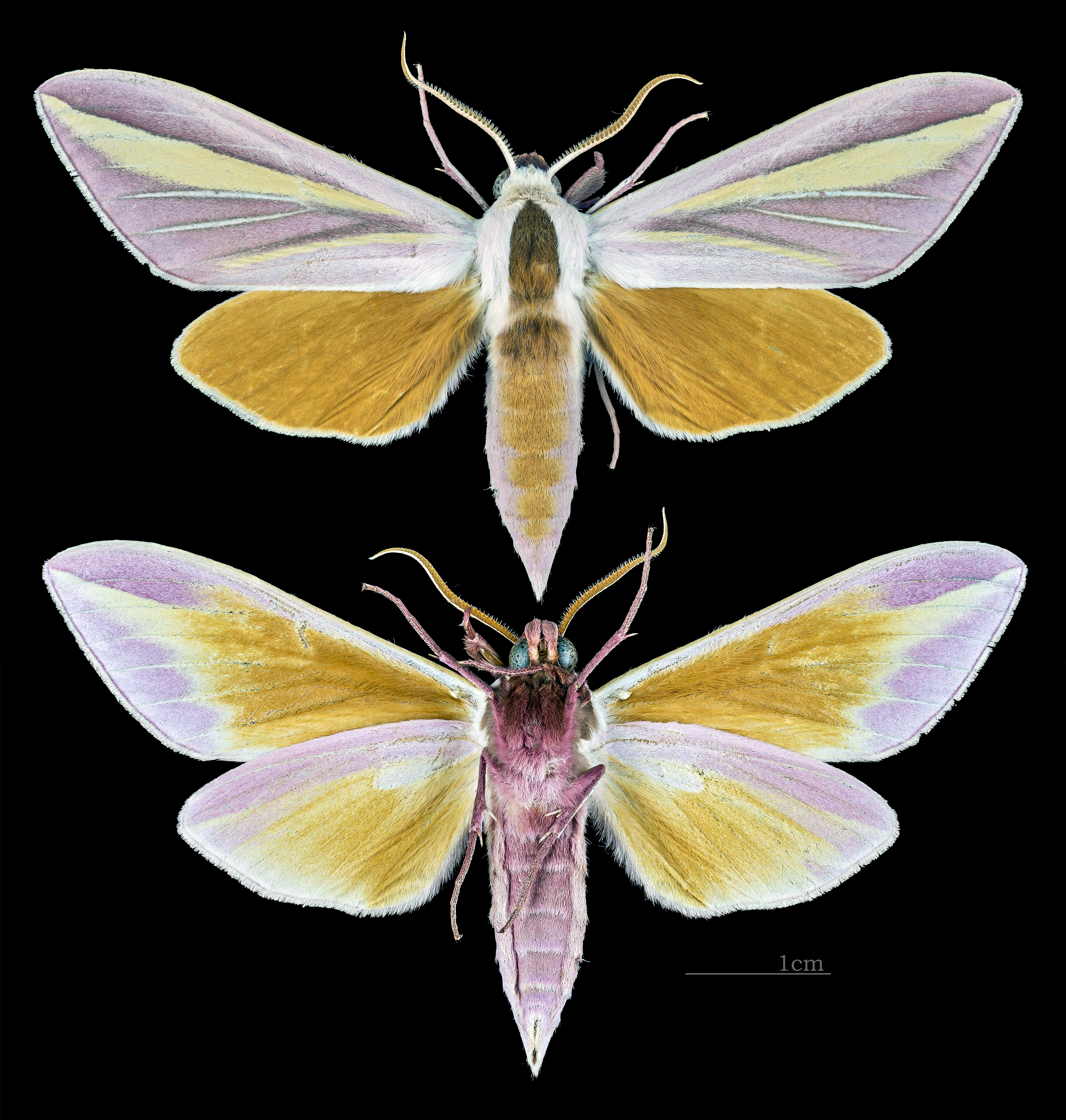
Leucophlebia
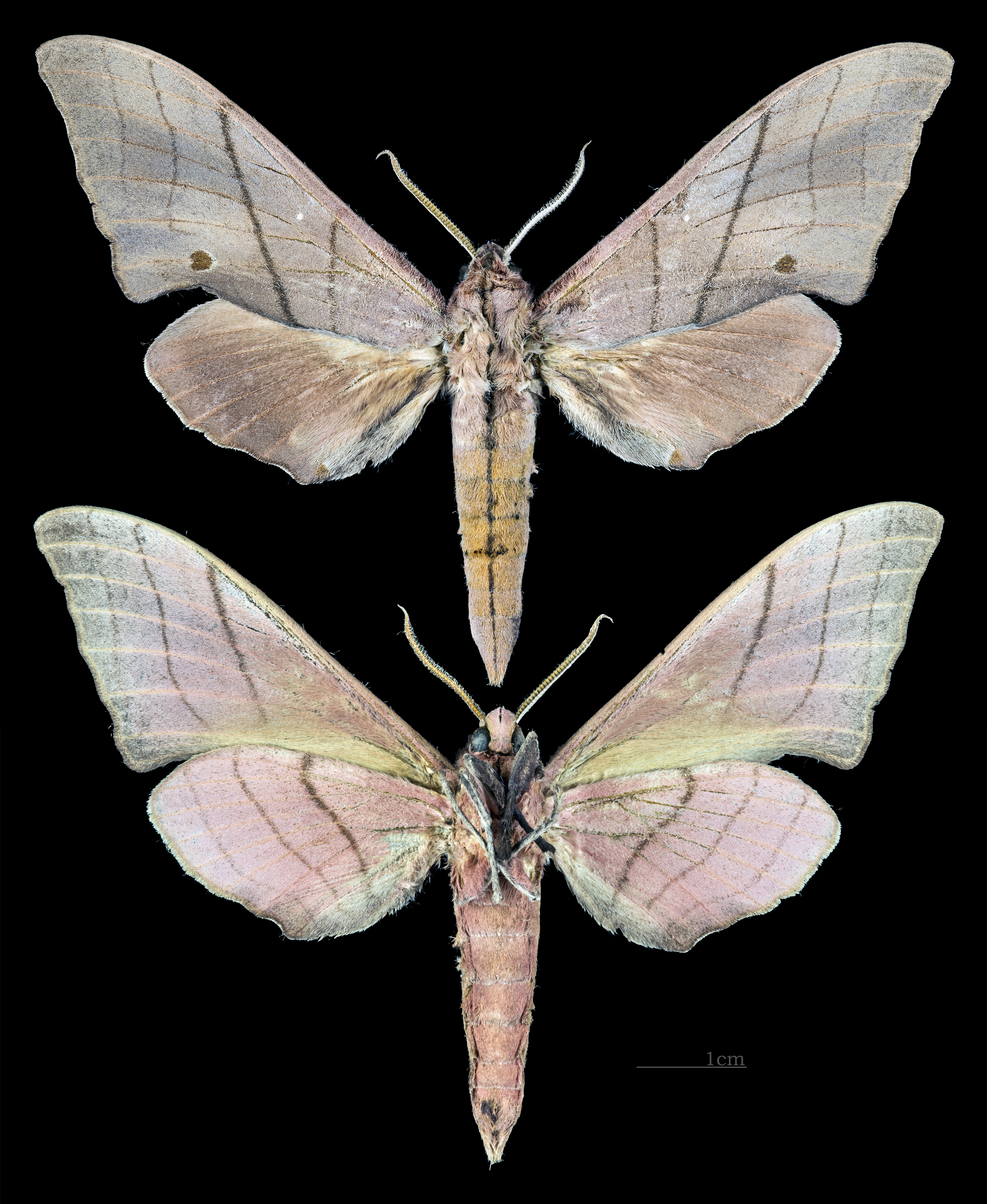
Marumba
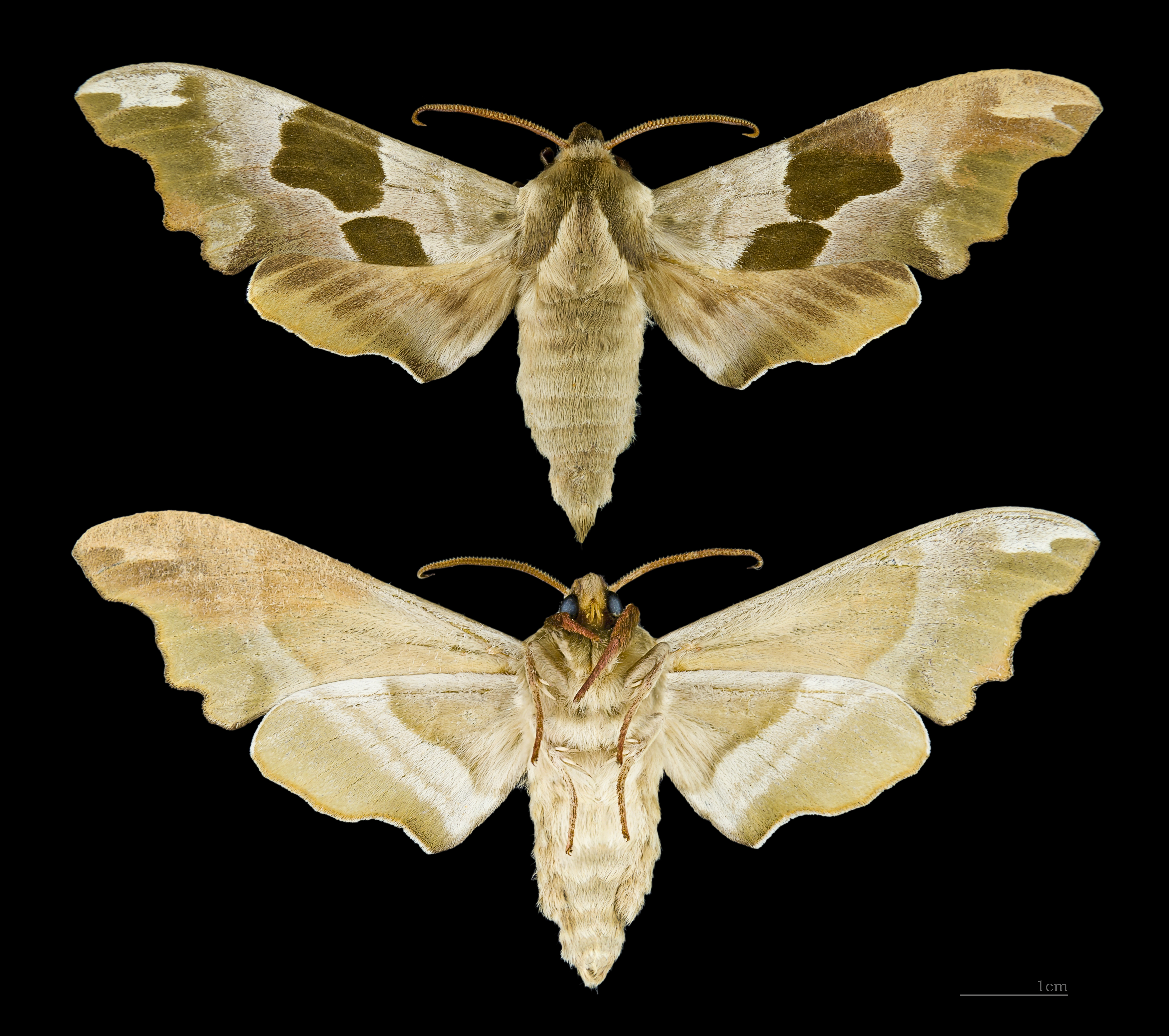
Mimas
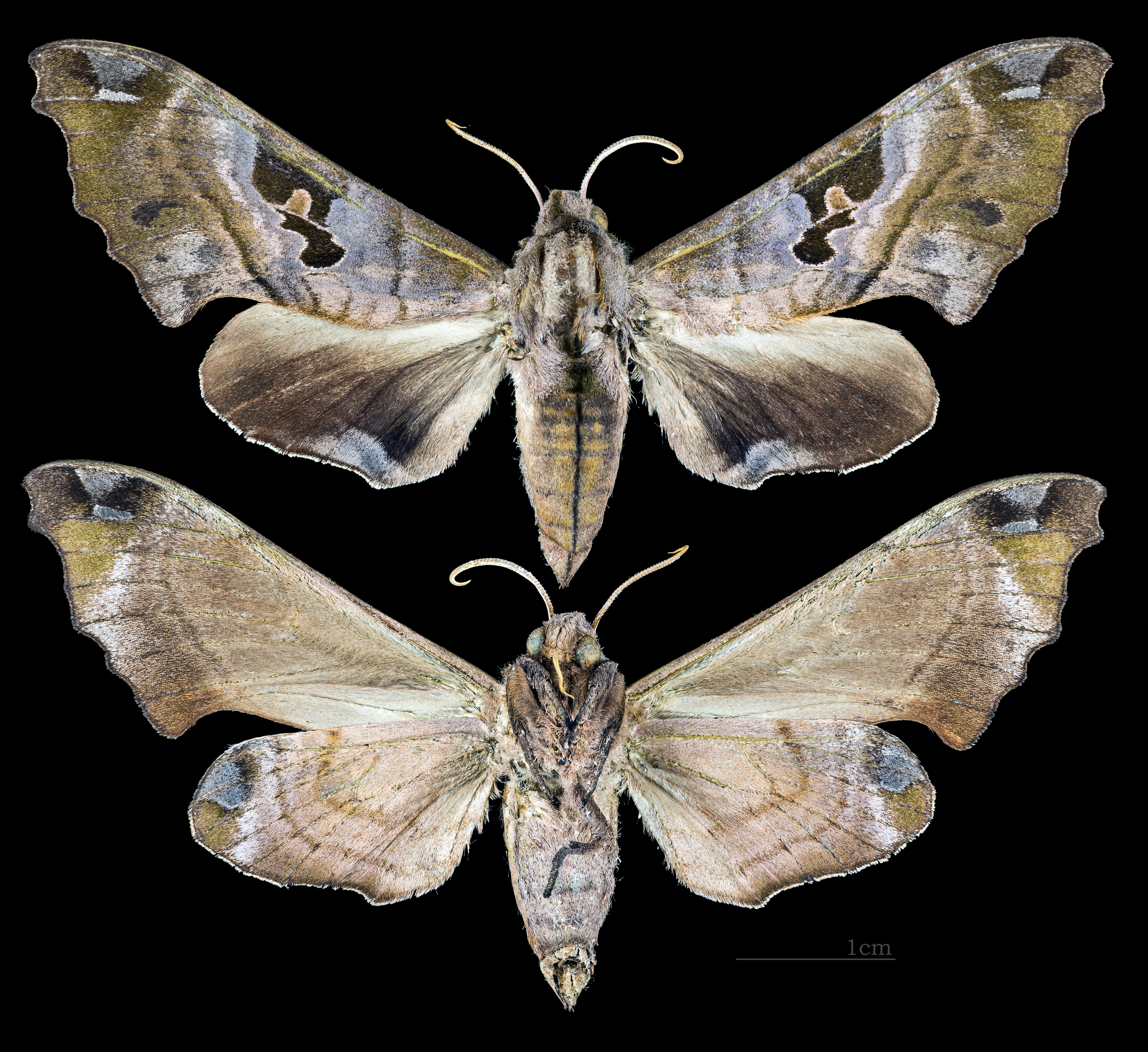
Morwennius
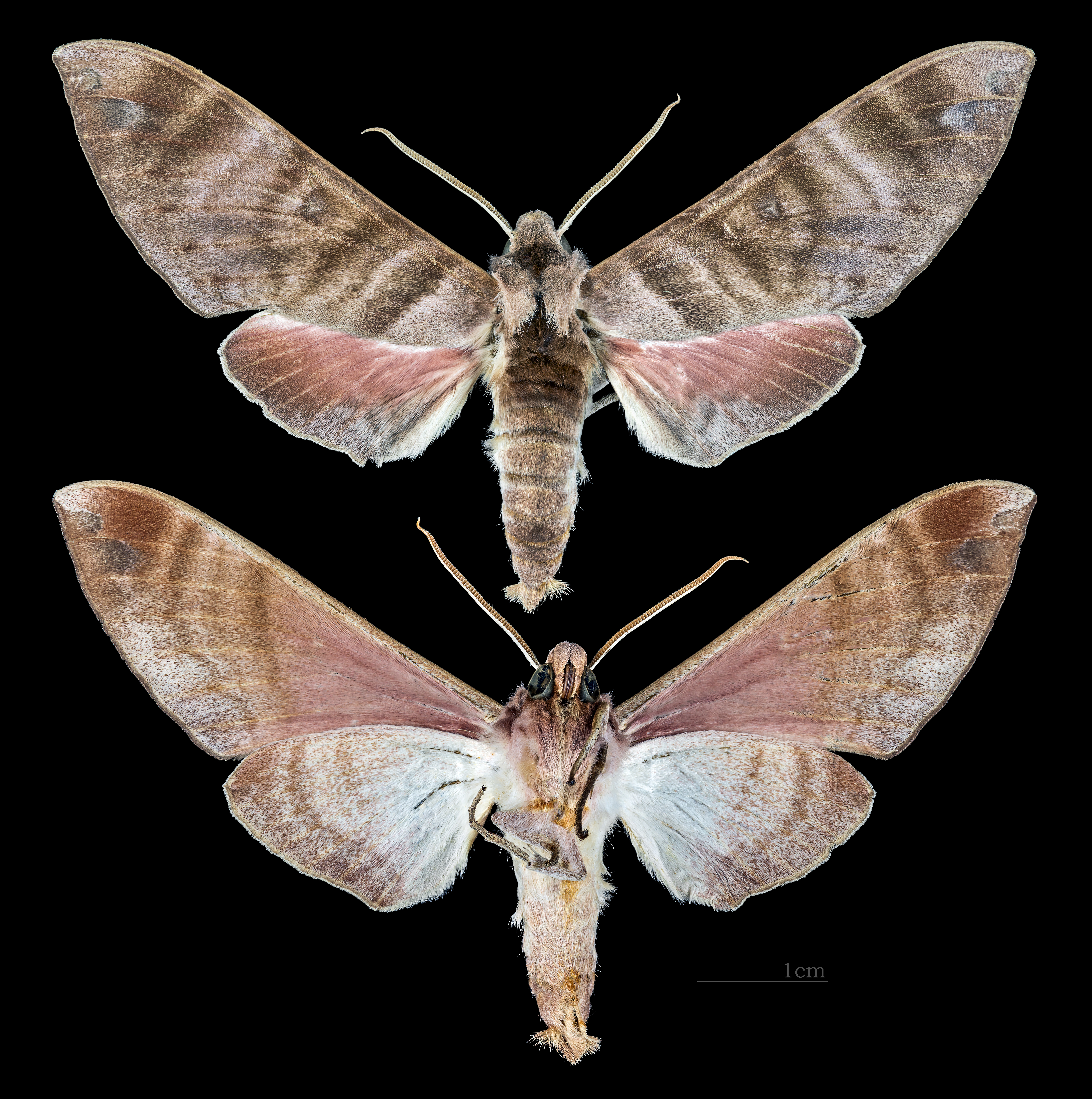
Opistoclanis
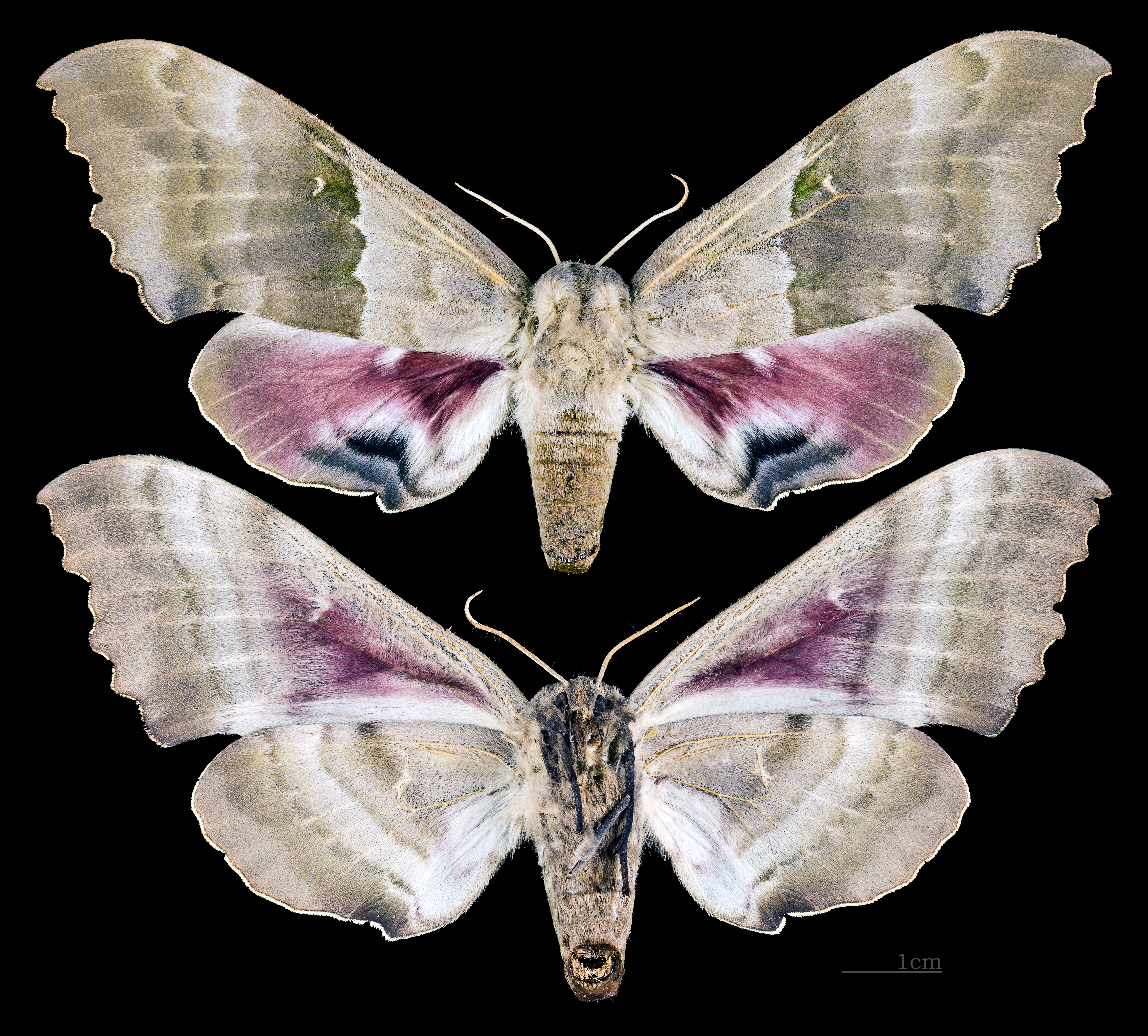
Pachysphinx
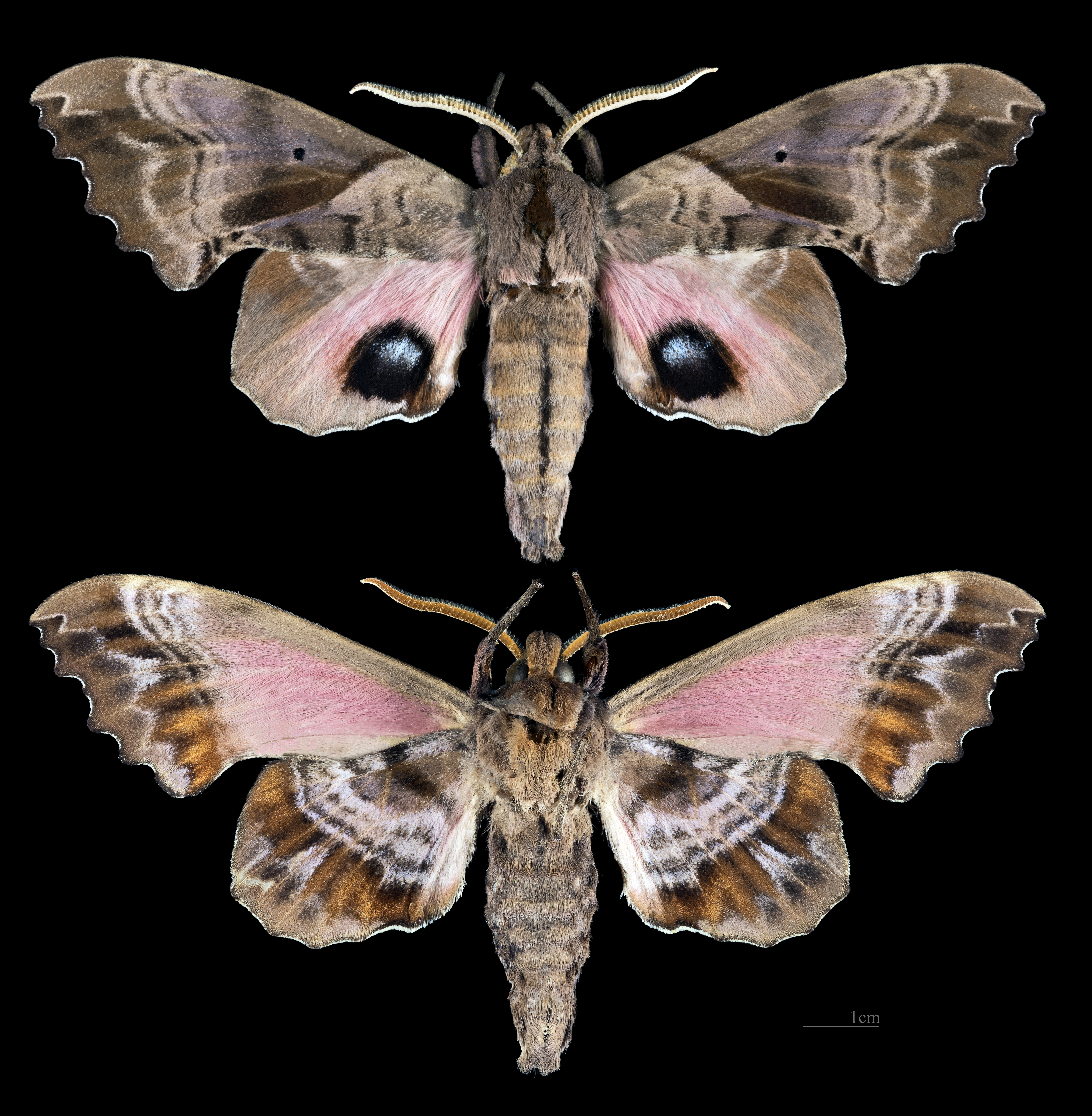
Paonias
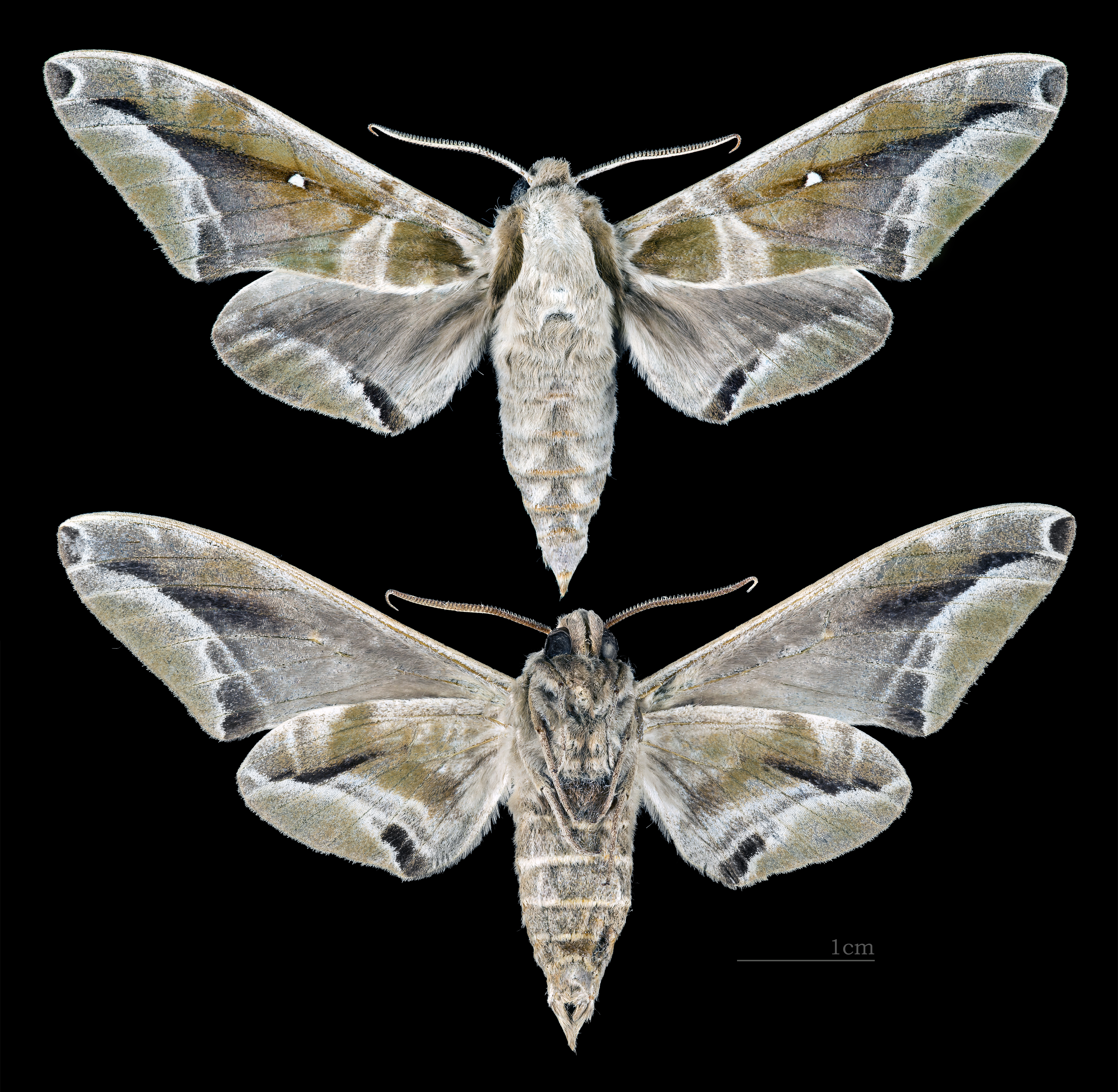
Parum
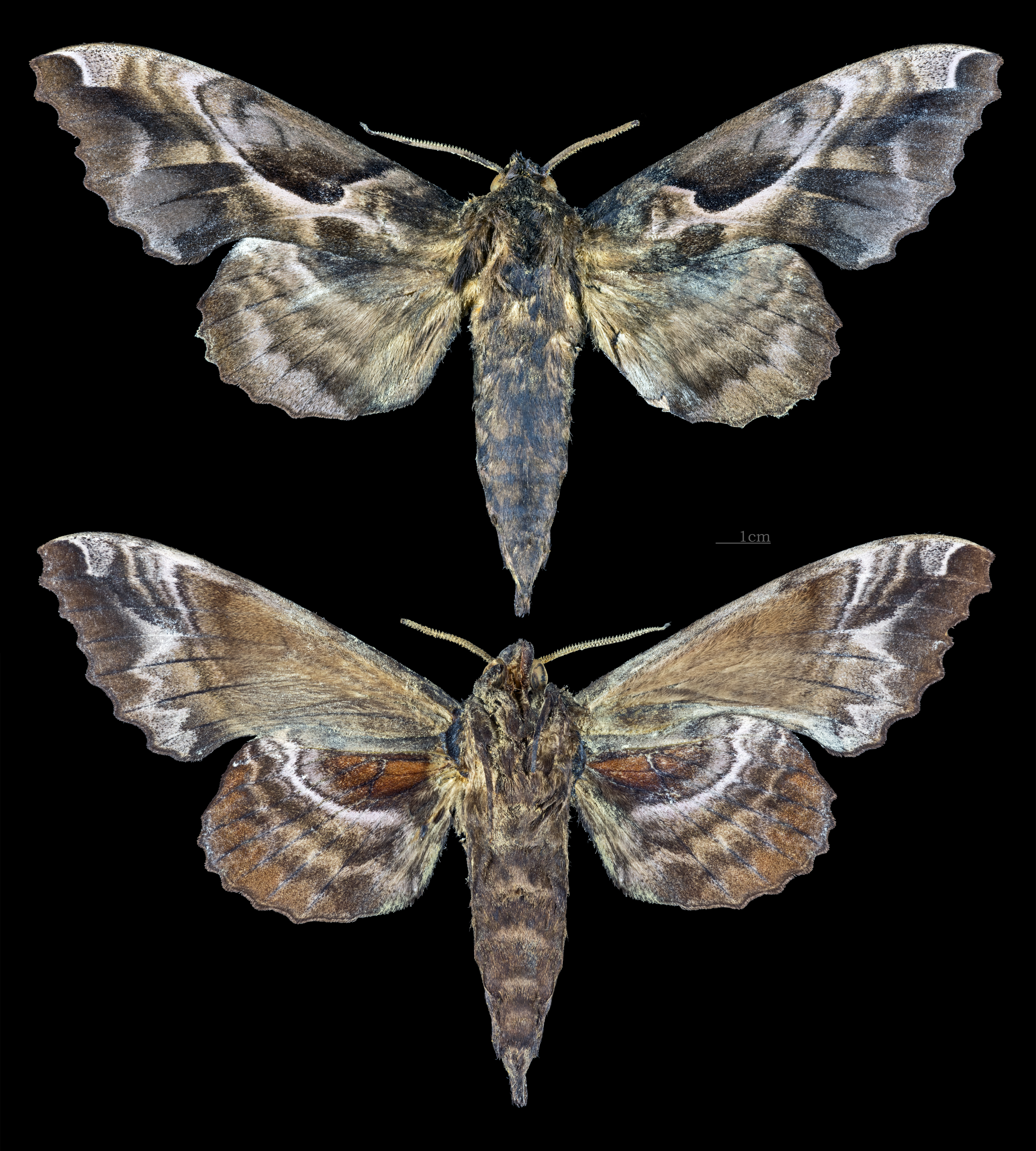
Phyllosphingia
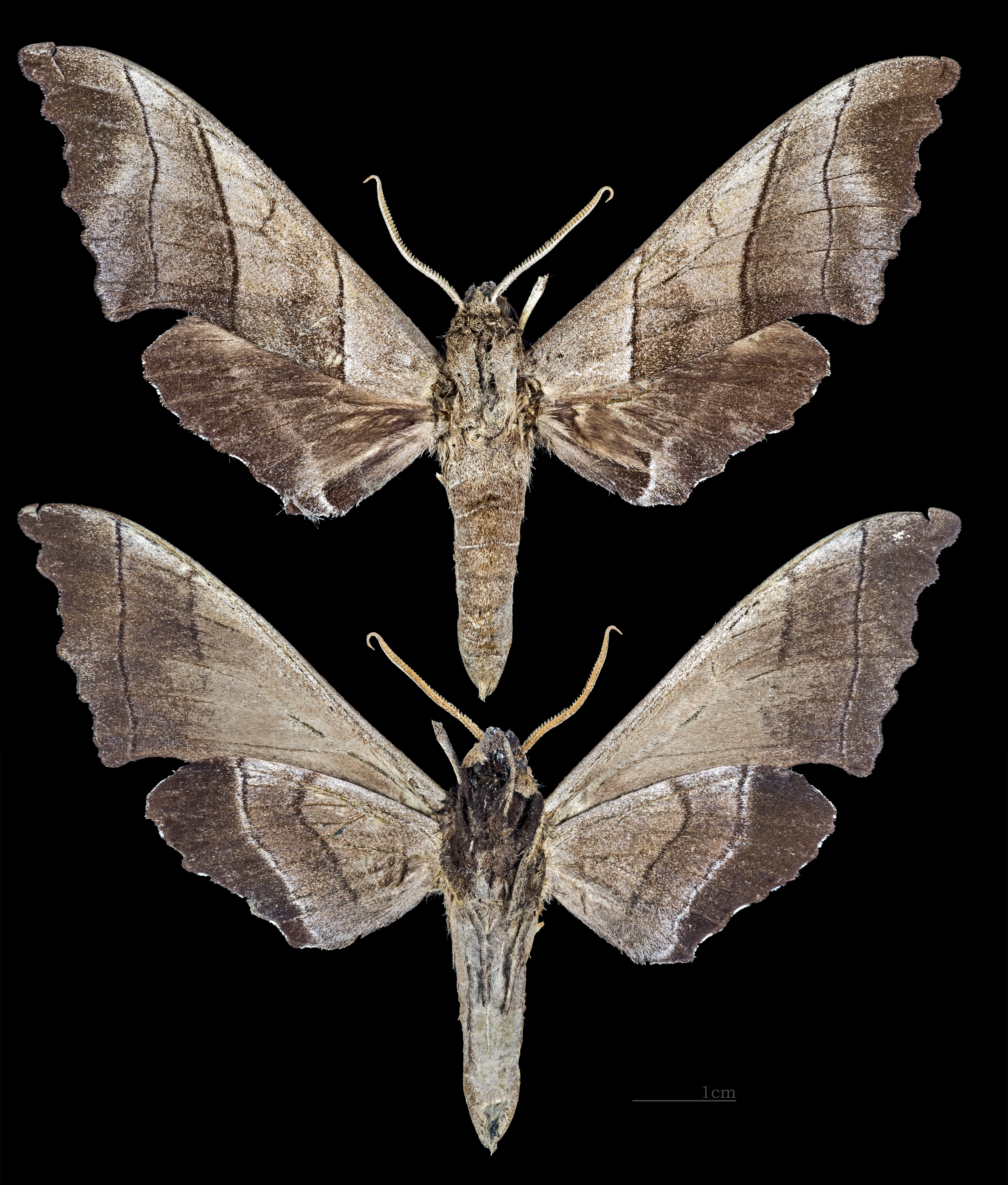
Polyptychus
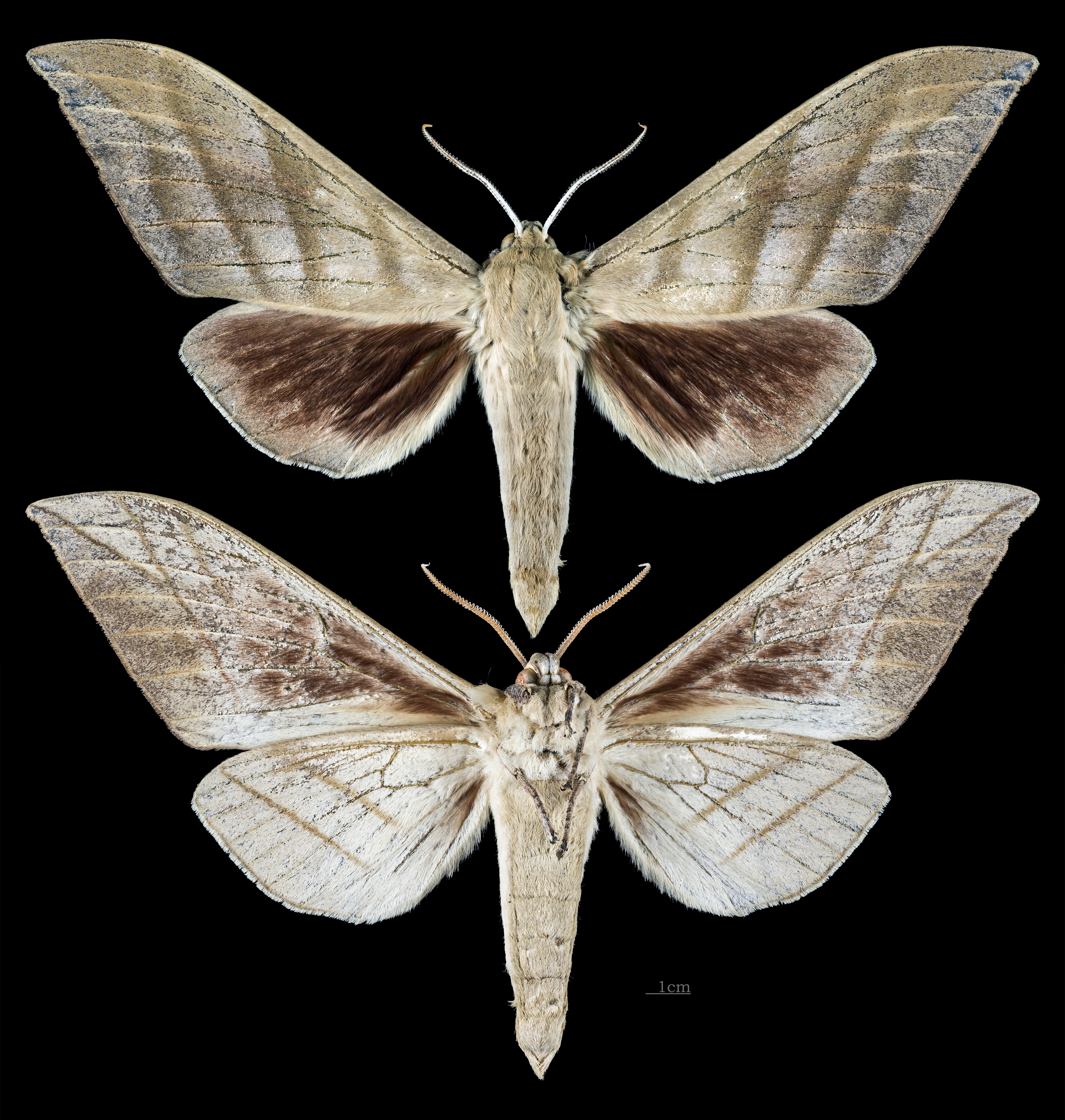
Rhodambulyx
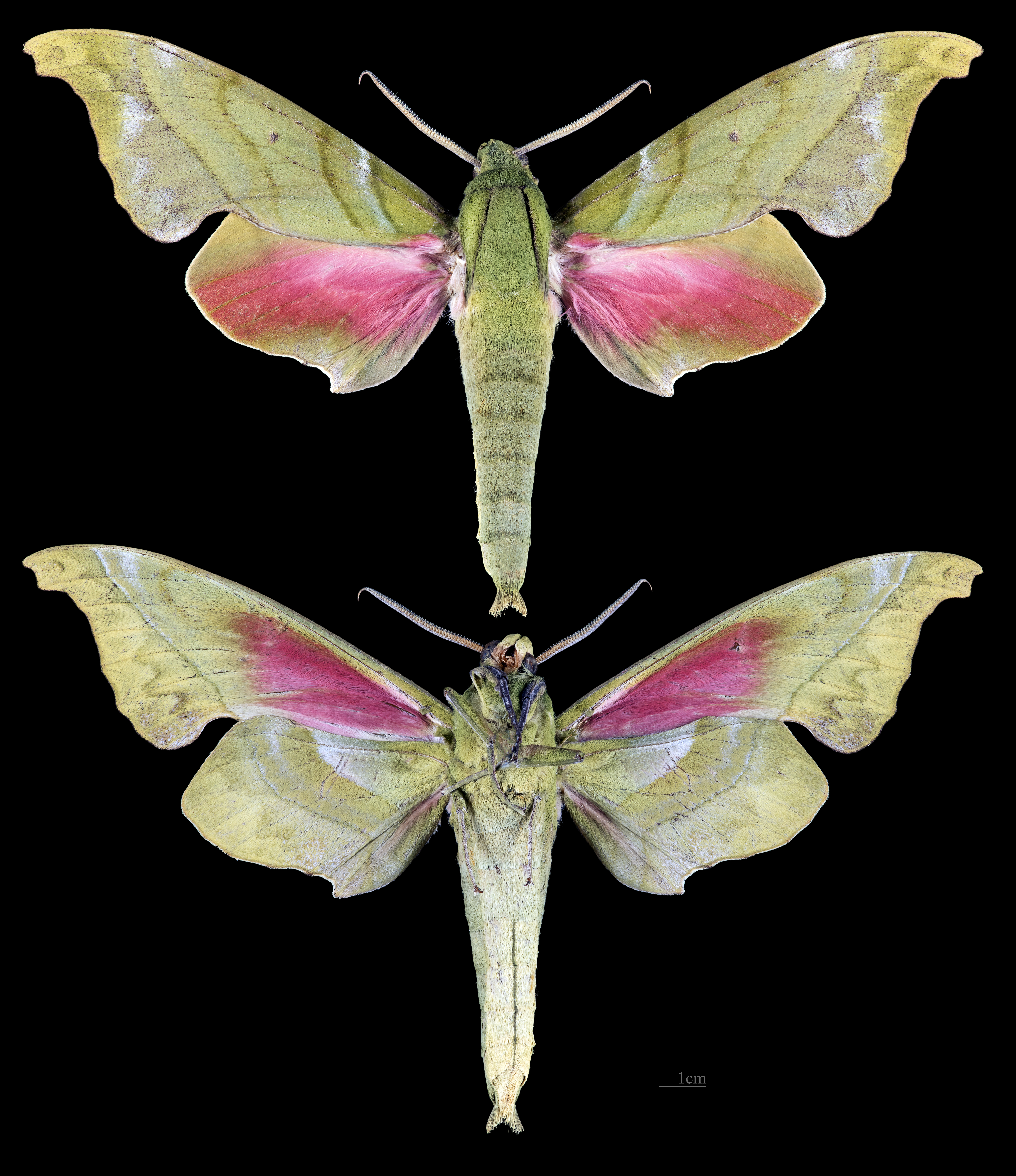
Rhodoprasina
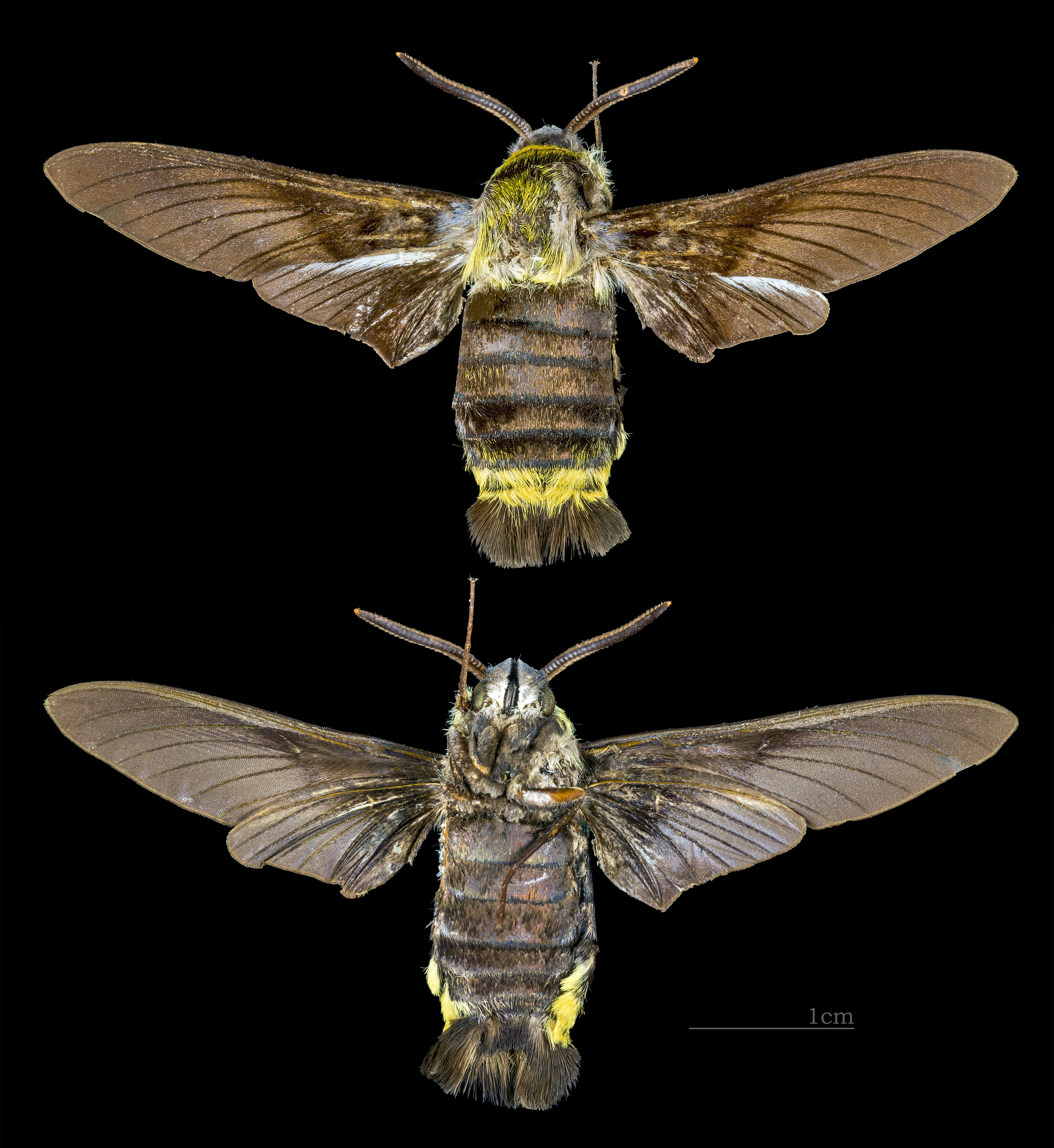
Sataspes
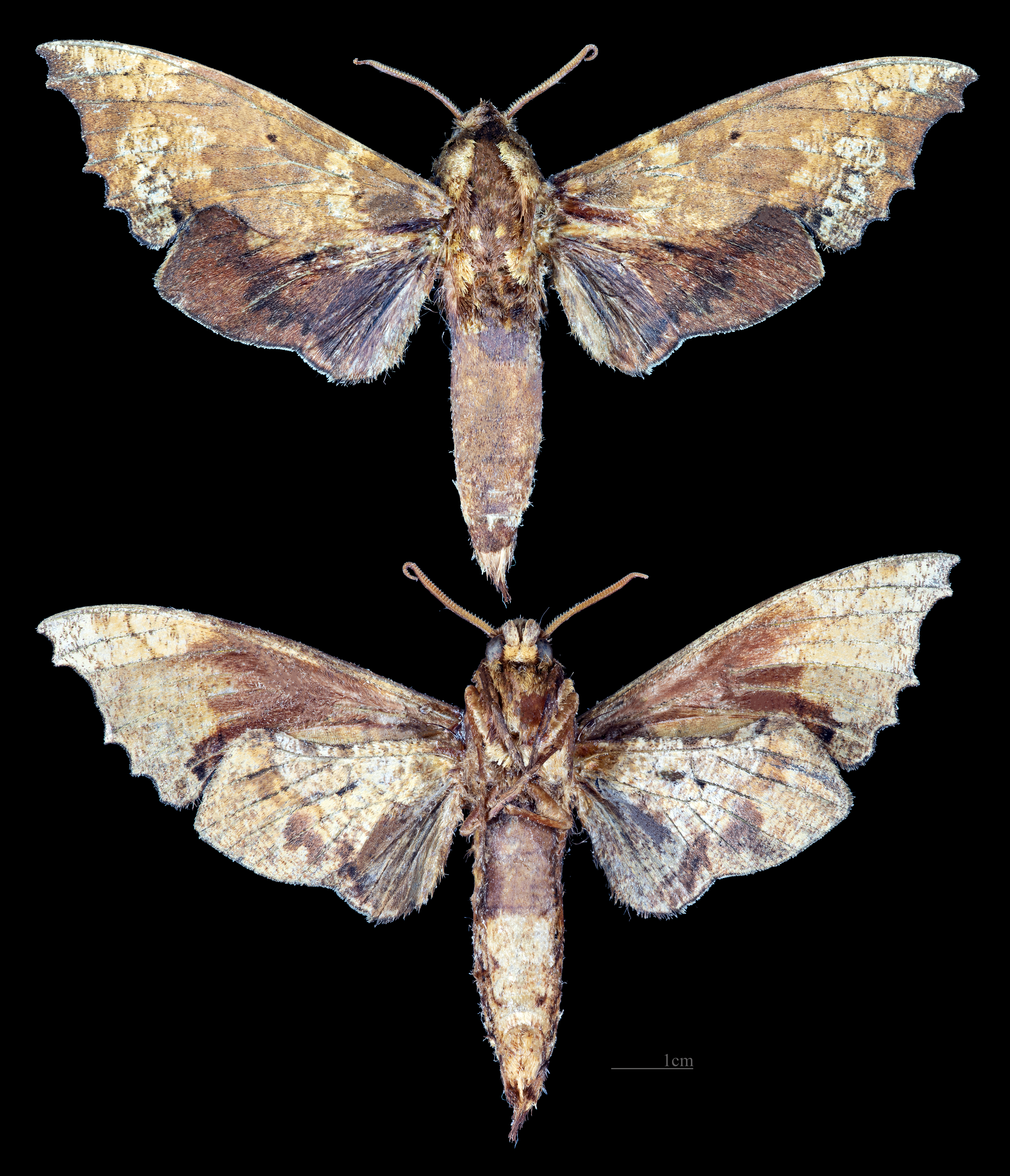
Smerinthulus
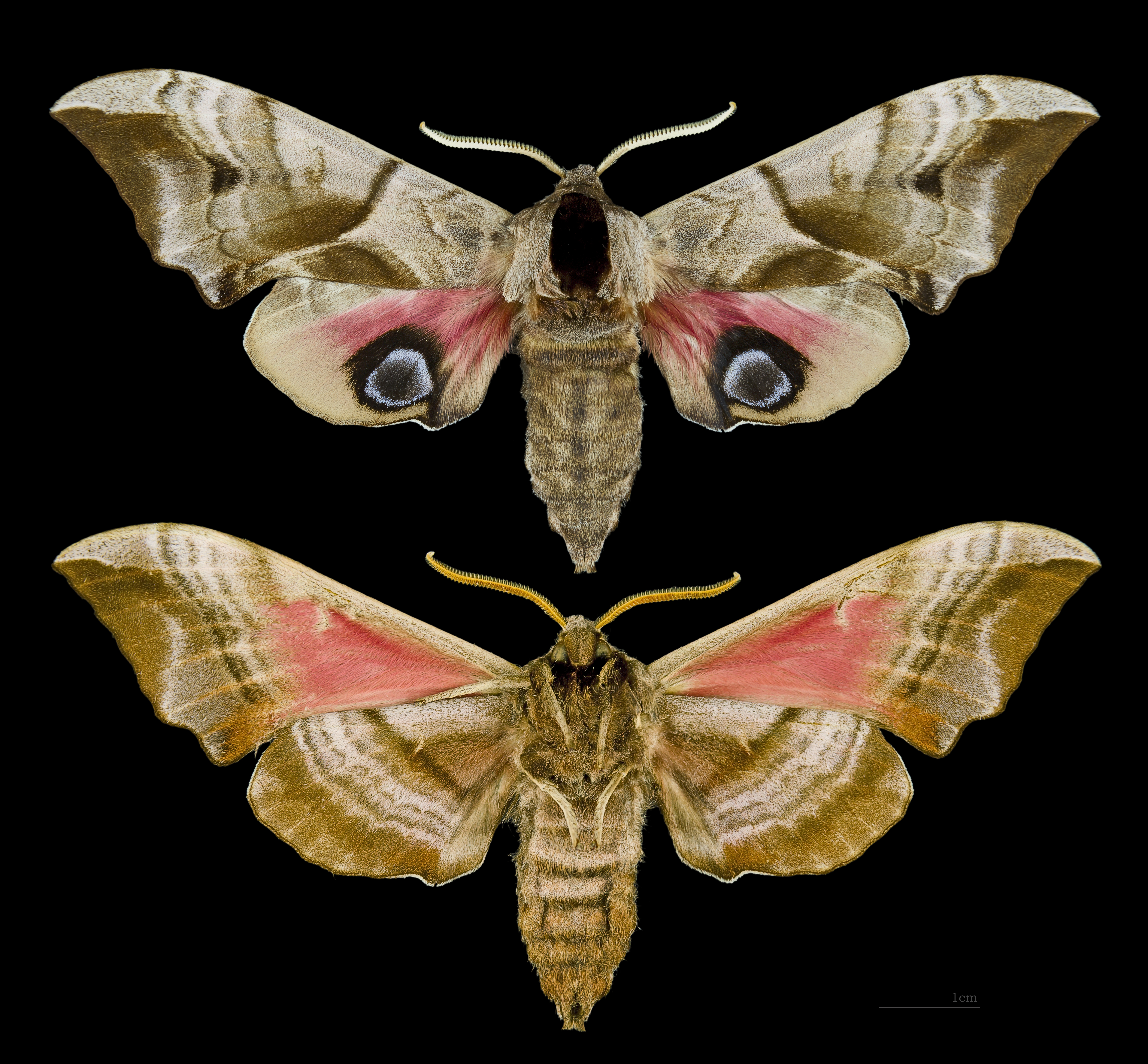
Smerinthus